# Bernardelli PO-18
La Bernardelli P-018 è una pistola semi-automatica introdotta nel 1982 dalla ditta italiana Vincenzo Bernardelli S.p.A. di Gardone Val Trompia.

## Storia
Destinata al mercato civile, militare e governativo, essa venne progettata dall'Ing. Zanoni, famoso anche per aver progettato la carabina Franchi LF-58. La produzione della pistola terminò nel 1994 quando fu sostituita dal modello P-One, esteticamente più raffinato, provvisto di una doppia zigrinatura del carrello in posizione sia anteriore che posteriore e con un pulsante di sgancio del caricatore al posto del gancio di arresto del caricatore sul fondo dell'impugnatura, ma con proprietà meccaniche e balistiche identiche alla P-018.

## Caratteristiche
Quest'arma, la cui produzione è terminata, veniva prodotta in due versioni, la Standard con canna da 4,8 pollici e la Compact con canna leggermente più corta e prodotta rispettivamente in calibro 9x19 Para, 9x21 IMI e 7,65 Para.
Era proposta sul mercato civile con guancette in plastica e in noce e molto spesso corredata di una pratica valigetta in plastica imbottita con chiusura a combinazione numerica.

Si tratta di un'arma molto spartana e robusta, quindi anche relativamente economica (in ragione di questo era all'epoca la preferita tra le guardie giurate) ma ben costruita, realizzata con buoni materiali e costruita secondo i canoni classici di produzione e cioè interamente tramite fresatura.
L'arma in oggetto era basata sul sistema di chiusura ideato Browning, a corto rinculo, gruppo di scatto in doppia azione e disponeva della sicura manuale azionabile da una leva posta sulla faccia sinistra dell'arma e della sicura automatica al percussore, portava un caricatore bifilare da 16 colpi ed è stata prodotta esclusivamente con mire fisse, ovvero mirino fisso e tacca regolabile solo in deriva grazie al raccordo a coda di rondine nel quale è inserita. La rampa di caricamento è integrata alla canna (ramped barrel) tramite uno scivolo esterno che dà accesso alla camera di cartuccia. 

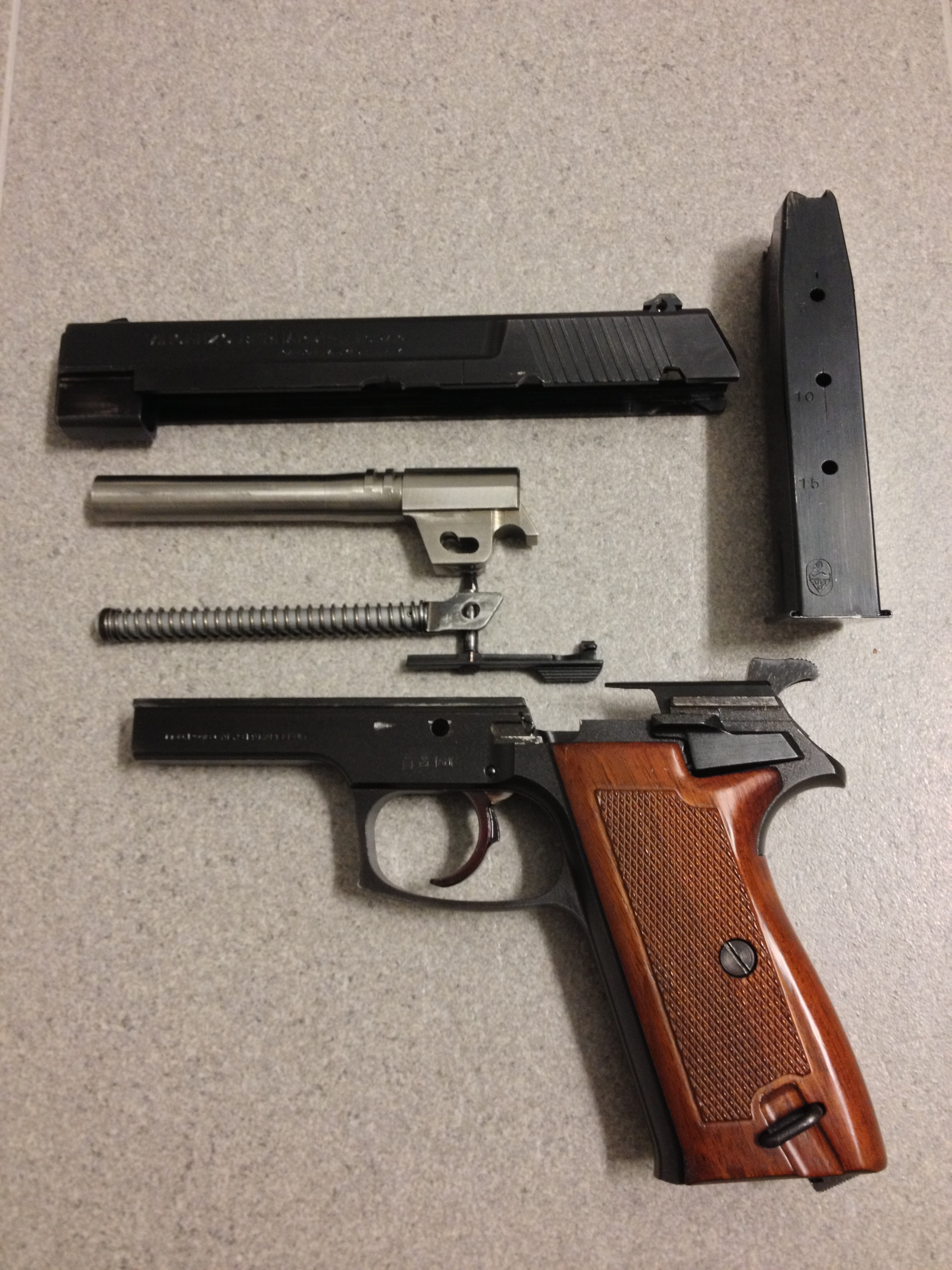
Bernardelli P-018 disassemblata

Un'altra caratteristica dell'arma sono le guide del carrello a tutta lunghezza, come nella SIG P210, che giovano in particolar modo alla precisione dell'arma nel tiro. Infatti, nel 1992 la Bernardelli venne anche proposta in versione sportiva con il modello "Practical VB".
La pistola P-018 è un'arma di risaputa precisione e meccanicamente priva di difetti, penalizzata solamente dai sistemi di mira più idonei al tiro da difesa che a quello sportivo. Quest'arma si trova oggi solo sul mercato dell'usato e la sua valutazione varia, a seconda delle condizioni di mantenimento, dai € 150,00 fino ai € 350,00 specialmente se in 9 × 21mm IMI e con guancette in noce.
P-018 (Standard / Compact)
- Lunghezza: 21,3 cm / 19,2 cm
- Lunghezza della canna: 12,2 cm / 10,2 cm
- Altezza: 14,35 cm / 13,35 cm
- Peso con caricatore vuoto (7,65 Parabellum) : 1,050 kg / 0,930 kg
- Peso con caricatore vuoto (9 mm Parabellum) : 1,030 kg / 0,940 kg
- Alimentazione: 16 colpi / 14 colpi

## La PO-18 nella cultura di massa
- In ambito anime, la PO-18 compare in Black Lagoon.